# Edeltraud Eiberle
Edeltraud Eiberle   (Trossingen, 27 de març de 1936) és una atleta alemanya, ja retirada, especialista en pentatló, que va competir durant la dècada de 1950.
En el seu palmarès destaca una medalla de bronze en el pentatló al Campionat d'Europa d'atletisme de 1958, rere les soviètiques Galina Bistrova i Nina Vinogràdova. El 1957 i 1958 es proclamà campiona alemanya de pentatló, modalitat en què va establir tres rècords nacionals.